# Kartentechnik (Kartografie)
Die Kartentechnik umfasst alle technischen Verfahren zur Herstellung, Vervielfältigung und Nachführung von Landkarten. 

Zur vorangehenden Erstellung der geometrischen Grundlagen siehe topografische Karte.  
Aktuell werden in der Kartografie fast ausschließlich computergestützte Technologien eingesetzt, während traditionelle Techniken wie Kupferstich und Lithografie heute nur noch im künstlerischen Bereich angetroffen werden. Im weiteren Sinn gehören Begriffe der Reprografie und des Druckwesens, soweit sie zur Vervielfältigung kartographischer Erzeugnisse dienen, ebenfalls zu den Kartentechniken.